# HIF1A
HIF1Aはヘテロ二量体として構成される低酸素誘導因子HIF-1のうちHIF-1αサブユニットをコードしている遺伝子。